# Jagdschloss Mürzsteg

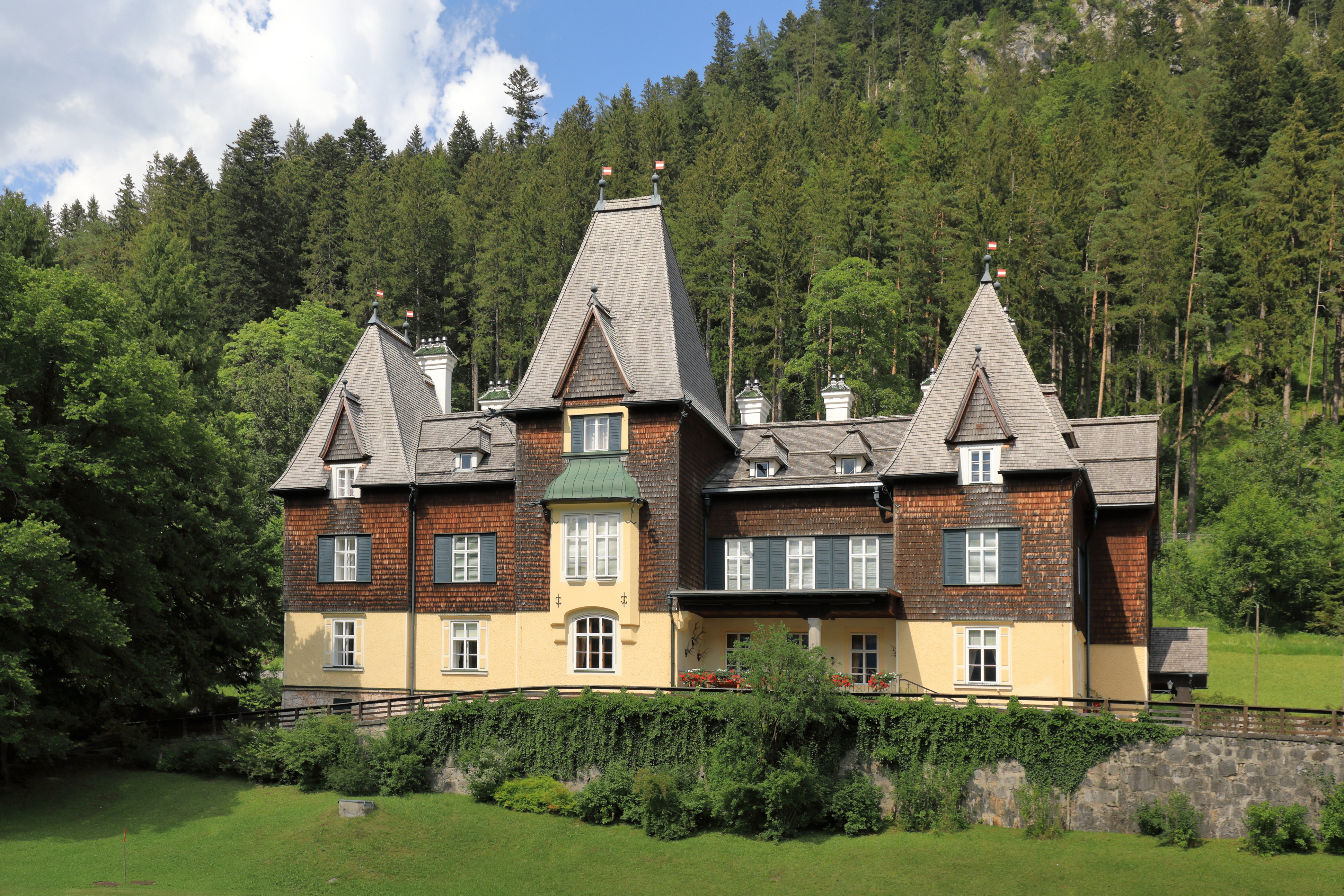
Schloss Mürzsteg

Das Jagdschloss Mürzsteg ist ein kleines Schloss bei Mürzsteg in der Steiermark und dient seit 1947 dem jeweils amtierenden österreichischen Bundespräsidenten als zweiter Amtssitz.

## Geschichte
Kaiser Franz Josef ließ sich 1869 im kaiserlichen Jagdgebiet bei Neuberg an der Mürz aus seinem Privatvermögen ein kleines Jagdhaus bauen. Die Pläne für das im Schweizer Stil – in Österreich auch Heimatstil genannt – erbaute Landhaus stammten von August Schwendenwein und seinem Partner, dem Hofarchitekten Johann Romano. Das Landhaus erwies sich bald als zu klein und wurde deshalb in zwei Etappen, zuerst 1879 und dann 1903, deutlich erweitert.
Im Jahr 1883 wurde für Kaiserin Elisabeth, die eine begeisterte und gute Reiterin war, aber nicht an den Jagden teilnahm, ein Reitsteg vom Kuhhörndl zum Hocheck angelegt. Drei Jahre später, 1886, wurde der Park um das Jagdhaus errichtet und das Jagdschloss erhielt eine Wasserleitung.
Das Jagdschloss war nicht für Repräsentation, sondern nur für die Jagdgesellschaften, also eher bescheiden eingerichtet. Erst nach dem letzten Ausbau fanden auch politisch wichtige Treffen im Schloss statt. Unter den hochrangigen Gästen war unter anderen der russische Zar Nikolaus II., der von 30. September bis 3. Oktober 1903 zu Gast beim Kaiser war. Am 2. Oktober zeitig in der Früh trafen die beiden Monarchen, Thronfolger Franz Ferdinand und die beiden Außenminister mit ihren Botschaftern zusammen, um das vorbereitete Mürzsteger Programm, das in Europa Aufsehen erregte, abschließend zu besprechen. Inhalt des unterzeichneten Abkommens waren die Grundsätze der Balkanpolitik von Österreich-Ungarn und Russland.
Als habsburgischer Fideikommiss wurde das Jagdschloss nach dem Ersten Weltkrieg mit dem Habsburgergesetz enteignet und ging 1919 in den Besitz der Republik Österreich über. Mit einigen Erinnerungsstücken an den Kaiser als Jäger wurde in den offiziellen Räumen ein kleines Museum eingerichtet. Die übrigen Räume wurden an Sommergäste vermietet.
Während des Zweiten Weltkrieges stand das Jagdschloss die meiste Zeit leer. Gegen Kriegsende versteckte der ungarische Pfeilkreuzler Ferenc Szálasi auf der Flucht vor der vordringenden Roten Armee den ungarischen Kronschatz (die Stephanskrone, sowie Krönungsornat, Zepter, Reichsapfel und Schwert sowie die Armrelique des heiligen Stephan) im Keller des Jagdschlosses. Szálasi setzte sich weiter in den Westen ab.
Heute ist das Jagdschloss nach wie vor im Besitz der Republik Österreich. Seit 1947 dient es als Sommerfrische für den jeweils amtierenden Bundespräsidenten; erster solcher Nutzer war Karl Renner. Das Schloss wurde immer wieder renoviert, die offiziellen Räume blieben aber im Wesentlichen unverändert. Die Verwaltung des Schlosses obliegt der Burghauptmannschaft Österreich. Das Schloss sollte gemäß Bundespräsident Fischers Wahlversprechen von 2004 verkauft werden, was aber seither nicht geschah. Zahlreiche ausländische Gäste, wie UN-Generalsekretär Ban Ki-moon, wurden hier schon empfangen.

## Bau
Das Schloss besitzt ein Obergeschoß, das mit Holzschindeln verkleidet ist. Es hat drei dreigeschoßige Türme mit steilen Dächern. Die Inneneinrichtung ist einfach und bescheiden mit Ausnahme einiger Bilder von Rudolf von Alt und von Franz von Pausinger.